# Present Continuous (Skulptur)

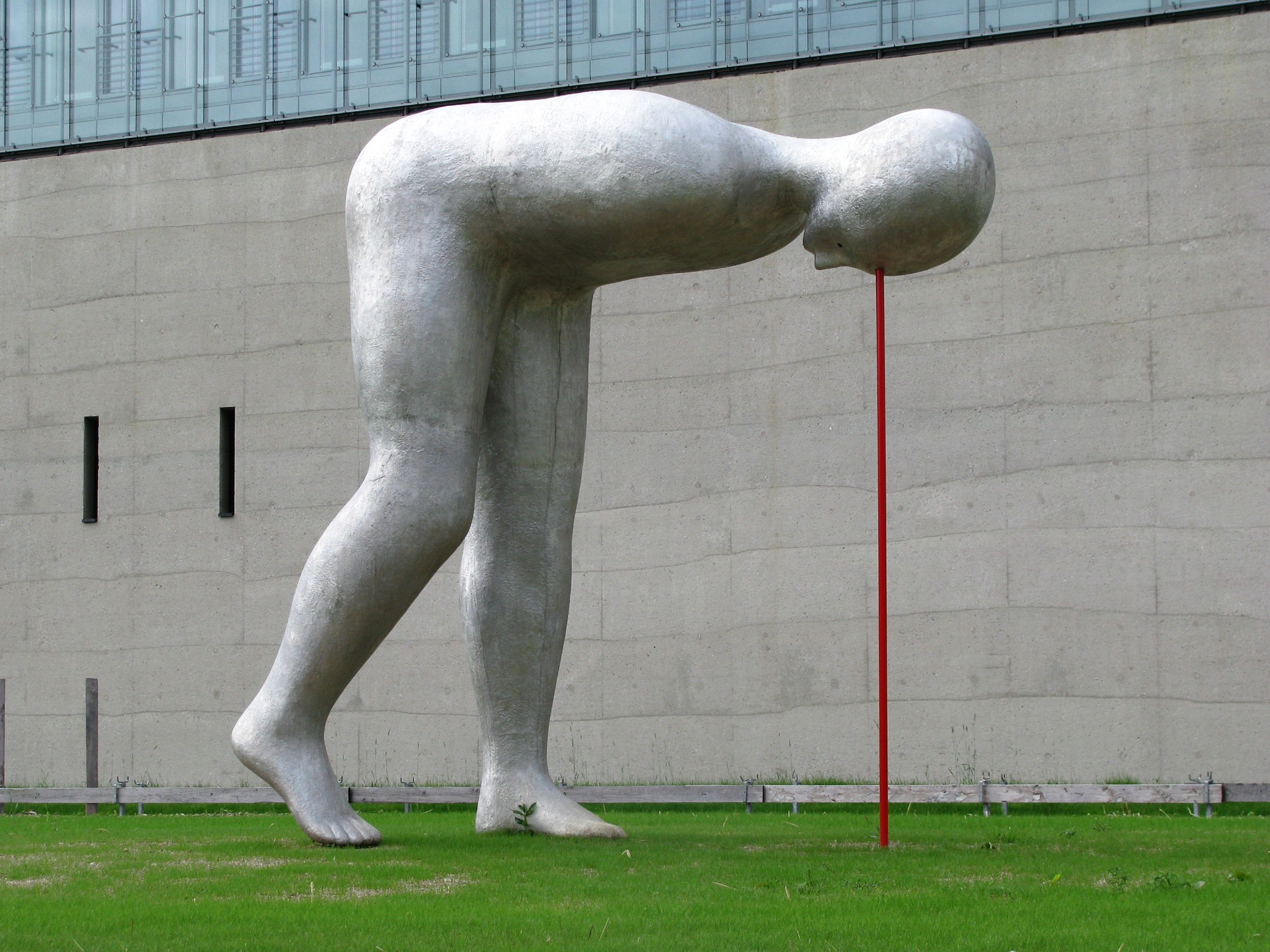
Skulptur Present Continuous

Present Continuous (deutsch: Gebückter Mensch, der nach unten schaut) ist eine Monumentalskulptur des niederländischen Bildhauers Henk Visch, die im Mai 2011 zwischen dem Eingang des neuen Gebäudes der Hochschule für Fernsehen und Film und dem Eingang des Staatlichen Museums Ägyptischer Kunst in München auf einem Grünstreifen entlang der Gabelsbergerstraße aufgestellt wurde.
Diese Skulptur reiht sich ein in den Skulpturenpark Pinakothek, der das Kunstareal München im Viertel Maxvorstadt prägt.
Es handelt sich um eine Aluminiumfigur ohne Arme, die nach vorne gebeugt ist. Die Figur ist 3,60 m hoch. Das Gesicht ist auf den Boden gerichtet. Von der Stirn aus, wie eine Kopfstütze, verläuft ein stählerner, roter Sehstrahl durch den Boden in einen Saal des darunterliegenden Ägyptischen Museums – „als Verbindung von Vergangenheit und forschender Gegenwart“.